# Jimmorinia gunnari
Jimmorinia gunnari is een mosselkreeftjessoort uit de familie van de Cypridinidae. De wetenschappelijke naam van de soort is voor het eerst geldig gepubliceerd in 2000 door Cohen & Kornicker in Cohen, Kornicker & Iliffe.